# Elisabetta Visconti
Elisabetta Visconti (* 1374; † 2. Februar 1432) war Herzogin von Bayern-München.

## Leben und Leistungen
Elisabetta wurde 1374 als Tochter des Mailänder Stadtherrn Bernabò Visconti und seiner Ehefrau Beatrice della Scala geboren. Die Hochzeit mit Herzog Ernst von Wittelsbach und von Bayern-München fand am 24. Februar 1396 in Pfaffenhofen an der Ilm statt. Nach der Hochzeit konnte das Paar aufgrund von Unruhen nur anderthalb Jahre in München bleiben und residierte vom 24. Dezember 1397 bis Juni 1403 in Wolfratshausen. 
So wurde der Sohn Albrecht (späterer bayerische Herzog Albrecht III.) 1401 in Wolfratshausen geboren. Die anderen Kinder erblickten sehr wahrscheinlich im Alten Hof in München das Licht der Welt, Beatrix um 1403, Elisabeth um 1406 und Amalie um 1408.
Die Mitgift der „Hunderttausend-Gulden-Tochter“ des Mailänder Stadtherrn Bernabò Visconti,  Elisabetta Visconti, war mit dem Betrag von 75.000 Gulden etwas geringer als die ihrer Schwestern und trug einen weiteren Beitrag zum Abbau bayerischer Schulden bei. 
Elisabetta Visconti engagierte sich mit Baumaßnahmen in vielen Orten, die ihr unterstellt wurden, ließ das alte Schloss in Odelzhausen renovieren und hielt sich in ihren letzten Lebensjahren bevorzugt dort auf. 
Sie starb am 2. Februar 1432 vermutlich in Odelzhausen oder München und ihr Grab befindet sich in der Krypta der Münchner Frauenkirche.